# Amstrad Action
 (mai 2019).
Si vous disposez d'ouvrages ou d'articles de référence ou si vous connaissez des sites web de qualité traitant du thème abordé ici, merci de compléter l'article en donnant les références utiles à sa vérifiabilité et en les liant à la section « Notes et références ».
Amstrad Action est un magazine mensuel publié au Royaume-Uni. Premier magazine publié par Future Publishing, il s'adresse aux possesseurs des ordinateurs de la gamme Amstrad CPC, puis à ceux la console GX4000.   
Souvent abrégé en AA par la rédaction et les lecteurs, le magazine a la plus longue vie de tous les magazines Amstrad, avec 117 numéros publiés entre octobre 1985 et juin 1995, bien après la fin de la production du CPC et de jeux commerciaux. 